# Chambareh
Chambareh (persiska: چمبره) är en ort i Iran.   Den ligger i provinsen Khuzestan, i den centrala delen av landet, 400 km sydväst om huvudstaden Teheran. Chambareh ligger 433 meter över havet och antalet invånare är 192.
Terrängen runt Chambareh är huvudsakligen kuperad, men åt nordväst är den platt. Runt Chambareh är det ganska glesbefolkat, med 48 invånare per kvadratkilometer. Närmaste större samhälle är Māhūr Berenjī-ye Soflá, 15,9 km sydväst om Chambareh. Omgivningarna runt Chambareh är i huvudsak ett öppet busklandskap.